# Alan Mouchawar
Alan Edward Mouchawar, född 3 augusti 1960 i Los Angeles, är en amerikansk vattenpolospelare. Han ingick i USA:s landslag vid olympiska sommarspelen 1988.
Mouchawar deltog i den olympiska vattenpoloturneringen i Seoul där USA tog silver. Hans målsaldo i turneringen var fyra mål, varav tre i matchen mot Grekland. Förutom för OS-silver tog han guld i vattenpolo vid Panamerikanska spelen 1987. Mouchawar studerade vid Stanford University. Han var bror till Larry Mouchawar som tränade med det amerikanska landslaget, men valdes inte till OS-laget i Seoul.